# Intel P35
| Intel P35        | Intel P35                                        |
| ---------------- | ------------------------------------------------ |
|                  |                                                  |
| Поддержка ЦП     | Core 2 Duo Core 2 Quad Pentium Dual-Core Celeron |
| Поддержка сокета | LGA775                                           |
| TDP              | 16 Вт                                            |
| Предшественник   | P965                                             |
| Преемник         | P45                                              |

Intel P35 (кодовое наименование Bearlake) — чипсет, производимый Intel с середины 2007 года и пришедший на смену набору системной логики Intel 965. Впервые представлен корпорацией в июне 2007 года на выставке Computex 2007.

## Описание
Основными нововведениями чипсета являются:
- Поддержка частоты системной шины 1333 МГц для процессоров Core 2 Extreme.
- Возможность установки процессоров Core 2 Duo семейства Wolfdale (Penryn), выполненных по 45-нм технологическому процессу.
- Поддержка стандарта оперативной памяти DDR3. Чипсет поддерживает также и DDR2, выбор слотов остаётся за производителем материнской платы (обычно 2 слота). Память DDR чипсетом, в отличие от предыдущих версий, уже не поддерживается[2] за ненадобностью.
- Поддержка интерфейса External SATA.

## Основные технические характеристики
Поддерживаемые процессоры:
- Intel Celeron D
- Intel Pentium 4 (Prescott, Prescott-2M, Cedar Mill)
- Intel Pentium D
- Intel Celeron на ядре Conroe
- Intel Pentium Dual-Core
- Intel Core 2 Duo
- Intel Core 2 Quad
- Intel Core 2 Extreme

Частота системной шины, МГц:
- 1333
- 1066
- 800

Системная память:
- DDR2-800/667/533 SDRAM
- DDR3-1333/1066/800 SDRAM

Количество линий PCI Express rev. 1.1:
- 20 (1x16 и 3x1 или 1x4)

Количество портов SATA II:
- 6 с поддержкой External SATA (для ICH9 — 4 порта)

Поддержка RAID:
- Intel Matrix Storage Technology (RAID 0, 1, 5, 10), кроме ICH9

Количество слотов PCI Master:
- 4

Ethernet-контроллер (MAC-уровень), Мбит:
- 10
- 100
- 1000

Аудиоконтроллер:
- High Definition Audio

Количество портов USB 2.0:
- 12